# Catostylus cruciatus
Catostylus cruciatus es una especie de medusa perteneciente a la familia Catostylidae. La umbrela mide entre 12 y 15 cm de diámetro. Habita en aguas del sur de Brasil.

## Sinónimos
Catostylus cruciatus también ha sido denominada por:
Rhizostoma cruciata (Lesson, 1829),
Rhizostoma cyanolobata (Couthouy, 1862),
Rhacopilus cruciatus (L. Agassiz, 1862),
Rhacopilus cyanolobatus (L. Agassiz, 1862) y
Crambessa cruciata (Haeckel, 1879).